# Jahnstraße (Weimar)

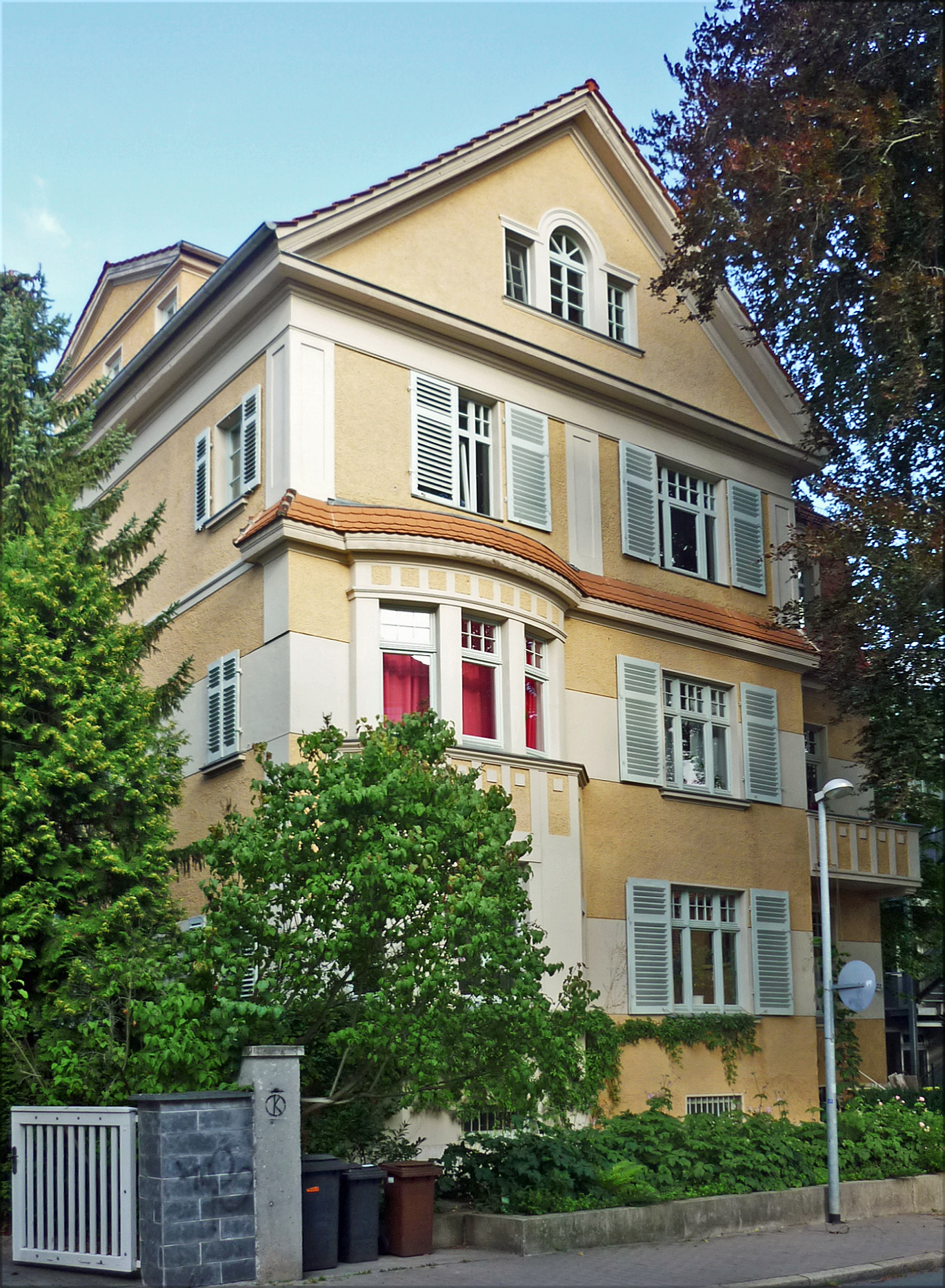
Jahnstraße 22

Die nach dem Turnvater Friedrich Ludwig Jahn benannte Jahnstraße in der Westvorstadt von Weimar geht von der Wallendorfer Straße aus in südlicher Richtung und endet an der Kreuzung zur Thomas-Müntzer-Straße bzw. Schwabestraße. Sie wurde 1952 nach dem Turnvater benannt. Davor hieß sie Stresemannstraße bzw. Wildenbruchstraße.
In der Jahnstraße 14 wohnte der Dirigent Hermann Abendroth. Entworfen hatte das 1930 entstandene Doppelwohnhaus Jahnstraße 14/16 der Architekt Paul Werschy. Die Gedenktafel existiert aber nicht mehr. In der Jahnstraße 11a wohnte der Baurat Karl Dittmar. Das von ihm selbst erbaute Wohnhaus ist noch erhalten und steht auf der Liste der Kulturdenkmale in Weimar (Einzeldenkmale). In der Jahnstraße stehen Villen aus dem Art déco, aber auch des Jugendstil.
Die gesamte Jahnstraße steht auf der Liste der Kulturdenkmale in Weimar (Sachgesamtheiten und Ensembles). Einige Gebäude stehen zudem auf der Liste der Kulturdenkmale in Weimar (Einzeldenkmale).